# 두세사향땃쥐
두세사향땃쥐(Crocidura douceti)는 땃쥐과에 속하는 포유류의 일종이다. 코트디부아르, 라이베리아에서 발견되며, 나이지리아에서도 서식하는 것으로 추정하고 있다. 자연 서식지는 아열대 또는 열대 기후 지역의 건조림이다.